# Frank Nighbor
Julius Francis Nighbor, född 26 januari 1893 i Pembroke, Ontario, död 13 april 1966 i Pembroke, var en kanadensisk professionell ishockeyspelare.

## Karriär
Frank Nighbor inledde ishockeykarriären säsongen 1910–11 med Pembroke Debaters i Upper Ottawa Valley Hockey League, där han var lagkamrat med Harry Cameron. Pembroke vann Citizen Shield som mästare i Ottawa Valley Hockey League samma säsong sedan laget besegrat Vankleek Hill med 10-8. Därefter spelade Nighbor och Cameron en säsong med Port Arthur Lake City i NOHL innan de flyttade vidare till Toronto Blueshirts i National Hockey Association säsongen 1912–13.
Nighbor spelade som centerforward för Toronto Blueshirts i NHA, Vancouver Millionaires i PCHA, Ottawa Senators i NHA och NHL samt Toronto Maple Leafs i NHL åren 1912–1930. Han vann Stanley Cup med Vancouver Millionaires 1915 samt med Ottawa Senators 1921, 1923 och 1927.
Säsongen 1916–17 vann Nighbor NHA:s poängliga sedan han gjort 51 poäng på 19 matcher för Ottawa Senators. I säsongens sista match mot Quebec Bulldogs vann Senators med utklassningssiffrorna 16-1. Nighbor gjorde fem mål i matchen och gick ikapp Bulldogs Joe Malone i målligan med 41 gjorda mål vardera under säsongen, samt förbi i poängligan med 51 poäng gentemot Malones 49.
Frank Nighbor var den förste spelaren som mottog Hart Trophy, som tilldelas NHL:s mest värdefulle spelare, vilket han gjorde säsongen 1923–24. Han var även den förste spelaren som vann Lady Byng Memorial Trophy, som tilldelas den spelare som bäst kombinerat en hög spelnivå med gentlemannamässigt beteende, vilket han gjorde säsongerna 1924–25 och 1925–26.
Nighbor valdes in som ärad medlem i Hockey Hall of Fame 1947.

## Statistik
UOVHL = Upper Ottawa Valley Hockey League
| 1910–11            | Pembroke Debaters      | UOVHL              | 6   | 6   | 4  | 10  | 3   | 2  | 6  | 2 | 8  | 0  |
| 1911–12            | Port Arthur Lake City  | NOHL               | 4   | 0   | 0  | 0   | 9   | –  | –  | – | –  | –  |
| 1912–13            | Toronto Blueshirts     | NHA                | 19  | 25  | 0  | 25  | 9   | –  | –  | – | –  | –  |
| 1913–14            | Vancouver Millionaires | PCHA               | 11  | 10  | 5  | 15  | 6   | –  | –  | – | –  | –  |
| 1914–15            | Vancouver Millionaires | PCHA               | 17  | 23  | 7  | 30  | 12  | –  | –  | – | –  | –  |
|                    |                        | Stanley Cup        | –   | –   | –  | –   | –   | 3  | 4  | 6 | 10 | 6  |
| 1915–16            | Ottawa Senators        | NHA                | 23  | 19  | 5  | 24  | 26  | –  | –  | – | –  | –  |
| 1916–17            | Ottawa Senators        | NHA                | 19  | 41  | 10 | 51  | 24  | 2  | 1  | 1 | 2  | 6  |
| 1917–18            | Ottawa Senators        | NHL                | 10  | 11  | 8  | 19  | 6   | –  | –  | – | –  | –  |
| 1918–19            | Ottawa Senators        | NHL                | 18  | 19  | 9  | 28  | 27  | 2  | 0  | 2 | 2  | 3  |
| 1919–20            | Ottawa Senators        | NHL                | 23  | 26  | 15 | 41  | 18  | –  | –  | – | –  | –  |
|                    |                        | Stanley Cup        | –   | –   | –  | –   | –   | 5  | 6  | 1 | 7  | 2  |
| 1920–21            | Ottawa Senators        | NHL                | 24  | 19  | 10 | 29  | 10  | 2  | 1  | 3 | 4  | 4  |
|                    |                        | Stanley Cup        | –   | –   | –  | –   | –   | 5  | 0  | 1 | 1  | 0  |
| 1921–22            | Ottawa Senators        | NHL                | 20  | 8   | 10 | 18  | 4   | 2  | 2  | 1 | 3  | 4  |
| 1922–23            | Ottawa Senators        | NHL                | 22  | 11  | 7  | 18  | 14  | 2  | 0  | 1 | 1  | 0  |
|                    |                        | Stanley Cup        | –   | –   | –  | –   | –   | 6  | 1  | 1 | 2  | 10 |
| 1923–24            | Ottawa Senators        | NHL                | 20  | 11  | 6  | 17  | 16  | 2  | 0  | 1 | 1  | 0  |
| 1924–25            | Ottawa Senators        | NHL                | 26  | 5   | 5  | 10  | 18  | –  | –  | – | –  | –  |
| 1925–26            | Ottawa Senators        | NHL                | 35  | 12  | 13 | 25  | 40  | 2  | 0  | 0 | 0  | 0  |
| 1926–27            | Ottawa Senators        | NHL                | 38  | 6   | 6  | 12  | 26  | 6  | 1  | 1 | 2  | 0  |
| 1927–28            | Ottawa Senators        | NHL                | 42  | 8   | 5  | 13  | 46  | 2  | 0  | 0 | 0  | 2  |
| 1928–29            | Ottawa Senators        | NHL                | 30  | 1   | 4  | 5   | 22  | –  | –  | – | –  | –  |
| 1929–30            | Ottawa Senators        | NHL                | 19  | 0   | 0  | 0   | 0   | –  | –  | – | –  | –  |
|                    | Toronto Maple Leafs    | NHL                | 22  | 2   | 0  | 2   | 0   | –  | –  | – | –  | –  |
| NHA totalt         | NHA totalt             | NHA totalt         | 61  | 85  | 15 | 100 | 59  | 2  | 1  | 1 | 2  | 6  |
| PCHA totalt        | PCHA totalt            | PCHA totalt        | 28  | 33  | 12 | 45  | 18  | –  | –  | – | –  | –  |
| NHL totalt         | NHL totalt             | NHL totalt         | 349 | 139 | 98 | 237 | 249 | 20 | 4  | 9 | 13 | 13 |
| Stanley Cup totalt | Stanley Cup totalt     | Stanley Cup totalt | –   | –   | –  | –   | –   | 19 | 11 | 9 | 20 | 18 |

## Meriter
- Stanley Cup – 1915 med Vancouver Millionaires. 1920, 1921, 1923 och 1927 med Ottawa Senators.
- Hart Memorial Trophy – 1923–24
- Lady Byng Memorial Trophy – 1924–25 och 1925–26
- Vinnare av NHA:s poängliga – 1916–17